# Kinowagen
Kinowagen (auch: „Filmwagen“) waren Personenwagen, die im Inneren so ausgebaut waren, dass dort Filme vorgeführt werden konnten.
Eingesetzt wurden solche Wagen für unterschiedliche Zwecke:
- für innerbetriebliche Fortbildung bei den Eisenbahnen
- für Präsentationen und im Rahmen von Ausstellungen
- in Fernzügen zur Unterhaltung der Fahrgäste

## Geschichte
Eingesetzt wurden solche Fahrzeuge in der Zeit, in der der Kinofilm das Hauptmedium war, um bewegte Bilder zu zeigen, also etwa von den 1930er bis in die 1970er Jahre. Die Fahrzeuge waren allerdings selten und nur größere Eisenbahnen hielten sie vor. Für das im Zweiten Weltkrieg seitens der Nationalsozialisten geplante europaweite Breitspurnetz waren sogar Kinowagen mit 196 Sitzplätzen vorgesehen. Die Möglichkeit, Filme durch Videorekorder abzuspielen, ersetzte die räumlich viel aufwändigere Abspieltechnik für Kinofilme und machte eigene Fahrzeuge für das Aufführen von Filmen obsolet. So experimentierten die Israel Railways in den späten 1990er Jahren mit einem „Midnight Special“ zwischen Haifa und Tel Aviv, der einen Wagen mitführte, in dem Videos gezeigt wurden. Dem Experiment war aber kein Erfolg beschieden. Auch in den ICE der ersten Generation war in einigen Bereichen ein Videosystem in Betrieb. In den Rückenlehnen des Vordersitzes waren 5-Zoll-LCD-Monitore eingelassen. Dieser Service wurde aufgegeben, als immer mehr Reisende den eigenen Laptop mitbrachten und die eigenen Filme darauf abspielten.

## Stationärer Einsatz
Große Eisenbahnverwaltungen, so etwa die Société nationale des chemins de fer français (SNCF) und British Rail (BR), hielten Kinowagen für die innerbetriebliche Fortbildung vor und setzten sie stationär für Präsentationen zu besonderen Anlässen oder auf Ausstellungen ein. Die BR unterhielten Mitte der 1960er Jahre drei solche Fahrzeuge, zwei für innerdienstliche Fortbildungen, Ausstellungen und besondere Anlässe sowie ein drittes Fahrzeug, das von Firmen oder Veranstaltern gemietet werden konnte.
Für kleinere Eisenbahnen war das aber zu aufwändig. So verzichteten Nederlandse Spoorwegen (NS) und Schweizerische Bundesbahnen (SBB) aus ökonomischen Gründen darauf.
In der DDR gab es Kinowagen, die von der DEFA betrieben wurden.

## Einsatz in Fernzügen
In Deutschland plante in den 1950er Jahren die Deutsche Bundesbahn Kinowagen, ein Projekt, das aber nicht zustande kam. Die Prognose war, dass die Wagen im Schnitt nur relativ gering ausgelastet sein würden, im Zug aber die ganze Zeit hätten mitgeführt werden müssen.
In Italien führen Züge des Anbieters Italo Kinowagen. Das ist immer der Wagen Nr. 11, der Endwagen des Zugteils, der die „Smart“-Klasse (2. Klasse) führt.
Von 1988 bis 2001 führten in Japan einige Garnituren der Shinkansen-Baureihe 0 für den San’yō-Shinkansen einen Kinowagen.
In Schweden wurden in der Verbindung Narvik–Kiruna–Stockholm viele Jahre lang Kinowagen eingesetzt.
In den USA waren in einigen Fernzügen, die dort mehrere Tage unterwegs sein können, Kinowagen eingesetzt.